# Sarab
Sarab este un oraș din Iran.